# ウォータールー橋
ウォータールー橋（ウォータールーばし、Waterloo Bridge）は、イギリス、ロンドンのテムズ川に架かる橋である。

## 歴史
ジョン・レニー (John Rennie) の設計の下、1811年に着工した。完成間近の1815年には、ロンドンを訪れたアントニオ・カノーヴァが「世界で最も高貴な橋」と評している。開通以前は「ストランド橋」 (Strand Bridge) と呼ばれていたが、1817年に開通した際、1815年のワーテルローの戦いでの勝利にちなんで「ウォータールー橋」へと改名された。
1934年より、この橋の解体が進められた。1937年、ジャイルズ・ギルバート・スコット卿 (Sir Giles Gilbert Scott) の設計の下、新たな橋の建設が始まった。1939年の第二次世界大戦開戦時点で、かなりの部分が完成していたが、約500人いた男性作業員は1941年には約50人に減少しており、1940年から1941年にかけての爆撃により、工事は遅滞した。1942年、2車線が開通した。その後、橋は完成し、1945年に開通記念式典が催された。

## 女性たちの貢献
第二次世界大戦の最中、この橋の建設作業に数多くの女性が加わった。女性たちが橋の建設において重要な役割を果たしたことは長い間、見過ごされてきたが、2015年、その貢献が公式に認められた。現在では「レディース・ブリッジ」 (Ladies Bridge) の名でも知られている。

## 関連する作品
- クロード・モネ『ウォータールー橋、ロンドン』[6]
- アメリカ映画『哀愁』（原題：Waterloo Bridge）